# Thorecta reticulata
Thorecta reticulata är en svampdjursart som beskrevs av Cook och Patricia R. Bergquist 1996. Thorecta reticulata ingår i släktet Thorecta och familjen Thorectidae. Inga underarter finns listade i Catalogue of Life.